# 大高テレビ中継局
大高テレビ中継局（おおだかテレビちゅうけいきょく）は、愛知県豊明市に置かれている地上デジタルテレビの中継局である。

## 中継局概要
| リモコン キーID | 放送局名       | 物理 チャンネル | 空中線電力 | ERP   | 放送対象 地域 | 放送区域 内世帯数 | 偏波面   |
| --------------- | -------------- | --------------- | ---------- | ----- | ------------- | ----------------- | -------- |
| 10              | TVA テレビ愛知 | 26ch            | 2W         | 17.5W | 愛知県        | 約97,000世帯      | 水平偏波 |

## 所在地
- 豊明市栄町大根 「特別養護老人ホーム豊明苑」南

## 放送エリア
- 名古屋市緑区、東海市、大府市と豊明市、刈谷市の一部、約97,000世帯[1]。

## 歴史
- 2011年2月18日 予備免許交付[2]
- 2011年2月28日 試験放送開始
- 2011年3月24日 免許交付[3]
- 2011年3月29日 放送開始

## その他
- デジタル新局として開局。
- NHK名古屋（総合・Eテレ）、中京広域圏民放4局（CBC・THK・NBN・CTV）は置局されていない[4]。